# مراد (ولاية تيبازة)
مراد هي إحدى بلديات ولاية تيبازة الجزائرية.

## نبذة
تقع بلدية مراد في الجهة الغربية لسهل متيجة وبالجهة الجنوبية لولاية تيبازة، وتبعد عن مقر الولاية بـ 20 كلم، تتربع على مساحة معتبرة تقدّر بـ129 كلم مربع فهي تعتبر أكبر بلدية من حيث المساحة على المستوى الولائي، وتتميز معظم الأراضي بها بالطبيعة الفلاحية والجبال.
يحدها من الشرق بلدية بورقيقة ومن الغرب بلدية مناصر أما بالجهة الجنوبية بلدية حمام ريغة وبلدية حجوط من الجهة الشمالية

## تاريخ
كانت بلدية مراد تابعة إلى بلدية حجوط وولاية البليدة خلال التنظيم الإداري لسنة 1963، لتصبح تابعة لتيبازة سنة 1985.

## السكان
```
يبلغ عدد سكان مراد أكثر من 21 ألف نسمة، تتوزع على مركز المدينة و27 حيا تابعا إداريا لها، فيما تبلغ أعلى نسبة من السكان بقرية بوجبرون وفجانة فيما تبقى الدواوير الأخرى معزولة نوعا ما وتحتوي على كثافة سكانية قليلة.
```

## الفلاحة
تعتبر بلدية مراد ذات طبيعة فلاحيه بنسبة كبيرة وصلت إلى 80 بالمائة حيث تتربع على 3 724 هكتار، وتشتهر بإنتاجها الكبير لفاكهة المشمش.

## المرافق
وفي قطاع التعليم تتوفر بلدية مراد على 9 مؤسسات تربوية في الطور الابتدائي و3 متوسطات واحدة بمركز المدينة وواحدة بحي الإخوة عنون وواحدة في قرية فجانة، وثانوية واحدة، كما تتوفر البلدية على مركز للتكوين المهني يتكفل بتكوين أكثر من 370 متربص ويتوفر على العديد من الاختصاصات المهمة التي أصبحت تستقطب الشباب من البلديات المجاورة، توجد دار شباب واحدة فقط بحاجة إلى إعادة تهيئة داخليا وخارجيا وملعب بلدي، إضافة إلى مكتبة بلدية وقاعة للمطالعة بحي بوجبرون، أما فيما يتعلق بالقطاع الصحي فهي تضم مركز صحي بمركز المدينة، إضافة إلى 5 قاعات للعلاج بـ3 تجمعات سكانية إضافة إلى قاعتين بكل من دوار زايدة والدومية، ومركز بريدي وملحقة بقرية بوجبرون.

## سـد بوجبـرون
```
فيهـا سـد بوجبـرون سعتـه 
1
 
000
 
000
 
م3
، يعتبر مـن أقـدم السدود فـي الجزائر وأفريقيا كلها تم بناءه عام 1952، وعدم استصلاحـه جعلـت مياهه تقل من سنـة إلـى أخـرى.
[
3
]
```